# Revolta de Hananu
A Revolta de Hananu (também conhecida como a Revolta de Alepo ou as Revoltas do Norte) ocorreu em 1920-1921 na zona rural ocidental de Alepo e o seu objetivo era expulsar as forças militares francesas do norte da Síria. O apoio à revolta foi motivado pela oposição ao estabelecimento de um Mandato Francês no país. A revolta recebeu o nome de seu principal comandante, Ibrahim Hananu, e consistia principalmente de quatro revoltas aliadas nas áreas de Jabal Harim, Jabal Qusayr, Jabal Zawiya e Jabal Sahyun. Os rebeldes foram liderados por líderes rurais e principalmente envolvidos em ataques de guerrilha contra forças francesas ou sabotagem de infraestruturas chave.
A Revolta de Hananu coincidiu com a Revolta Alauíta nas montanhas costeiras da Síria liderada por Saleh al-Ali, e tanto al-Ali quanto Hananu se referiram ás suas revoltas como parte do "movimento nacional geral do oeste de Alepo". Apesar das primeiras vitórias rebeldes, as operações de guerrilha cessaram após a ocupação francesa de Alepo em Julho de 1920  e a dissolução do Governo Árabe, o principal apoiante da revolta. No entanto, as forças de Hananu renovaram a sua revolta em Novembro de 1920, depois de obter uma grande ajuda militar das Forças Turcas de Mustafa Kemal, que lutavam contra os franceses pelo controle do sul da Anatólia. No auge da revolta em 1920, Hananu estabeleceu um quase estado na região entre Alepo e o Mediterrâneo. Os rebeldes sofreram grandes golpes no campo de batalha em Dezembro de 1920 e após acordos entre Franceses e Turcos, o apoio militar turco aos rebeldes se dissipou em grande parte na primavera de 1921. As Forças Francesas invadiram o último reduto de Hananu em Jabal Zawiya em Julho. Hananu foi julgado pelas autoridades Mandatárias Francesas e acabou absolvido. Uma insurgência de baixa intensidade liderada pelo líder rebelde Yusuf al-Sa'dun persistiu, com o último grande envolvimento militar com forças francesas a ocorrer em 8 de Agosto de 1926. Este último ocorreu a meio da Grande Revolta Síria, que começou no verão de 1925.
O colapso da Revolta de Hananu marcou um ponto de virada significativo nas configurações políticas de Alepo. Enquanto antes da revolta, muitos na elite política de Alepo estavam alinhados com a política nacional Turca, a traição que os líderes de Alepo sentiram com a retirada do apoio Turco levou a maioria deles a abraçar e perseguir um destino compartilhado com o resto da Síria. Muitos também foram influenciados pelo apoio de Hananu à unidade síria e pelo fortalecimento dos laços com Damasco. No rescaldo dos acordos Franco-Turcos, o interior da Alepo, Anatólia, o principal mercado para seus produtos e o fornecedor de alimentos e matérias-primas, foi cedido à Turquia. Isso efectivamente cortou as relações comerciais entre Alepo e Anatólia, prejudicando a economia do primeiro.